# 2 bajki
2 bajki – singel polskiej grupy muzycznej Virgin, wydany w 2005 nakładem wydawnictwa muzycznego Universal Music Polska. Singel promuje trzeci studyjny album zespołu – Ficca.
Utwór, w całości napisany i skomponowany przez Tomasza Luberta, został nagrany jako demo z dwiema wokalistkami, m.in. z Georginą Tarasiuk (w anglojęzycznej wersji – „Before The Spring Comes”). Poziom artystyczny obu wykonań nie spełnił jego oczekiwań, dlatego zdecydował się wydać piosenkę na albumie Ficca zespołu Virgin.
Do utworu został nakręcony teledysk w reżyserii Jakuba Miszczaka, w którym Doda odegrała rolę płatnej zabójczyni.
Singel promowany był w rozgłośniach radiowych i telewizyjnych na terenie całej Polski, dotarł między innymi do 12. pozycji Szczecińskiej Listy Przebojów, a także do 9. miejsca listy Top-15 Wietrznego Radia, emitowanego dla Polonii mieszkającej w Stanach Zjednoczonych.
W 2006 piosenka nominowana była do nagrody Złotych Dziobów, przyznawanych przez Radio Wawa. Wykonując utwór „2 bajki” podczas gali Telekamery 2006, Doda została nagrodzona w plebiscycie w kategorii Muzyka.
Wykonanie utworu znalazło się również na koncertowym wydawnictwie Dody Fly High Tour – Doda Live (2013), pod nazwą „Set Romantyczny”, który składa się z medley’u piosenek „Nie zawiedź mnie”, „Dejanira” i „2 bajki”.

## Lista utworów
1. „2 bajki” – 3:51[10][11]